# Caenopedina depressa
Caenopedina depressa is een zee-egel uit de familie Pedinidae.
De wetenschappelijke naam van de soort werd in 1927 gepubliceerd door René Koehler.